# M-Net
M-Net (afkorting voor Elektronisch Medianetwerk) is een betaalde televisiezender in Zuid-Afrika, die in 1986 werd opgericht.
Net als Canal+ in Nederland, België en Frankrijk worden er verschillende genres televisieprogramma's gemengd en zo is er voor ieder wat wils, van kinderprogramma's, sport en films tot de bestbekeken series van het millennium, nationaal en internationaal. Alhoewel M-Net betaaltelevisie is, is er ook regelmatig "M-Net Open Time"; dit houdt in dat er gratis wordt uitgezonden tussen 17:00 en 19:00. Dit zal in april 2007 ophouden te bestaan.
Begin jaren 1990 werd M-Net toegevoegd als vast kanaal van DStv (satelliettelevisie).
M-Net beheert ook enkele andere televisiekanalen zoals: SuperSport, M-Net Movies 1 en M-Net Movies 2, M-Net Series (komedie, realiteitsprogramma's en drama), ActionX (actiefilms en sci-fi), K-World (kinderzender), Channel O (muziekkanaal), Go (doelgroep: 14–23 jaar oud), KykNet, Afrikaanse zender en Afrikaanse muziekzender MK. Ook is er sinds kort de Afrikaanstalige kinderzender Kowee te zien. Andere Europese en Noord-Amerikaanse kanalen worden aangeboden, maar veel daarvan worden iets gewijzigd voor het Zuid-Afrikaanse publiek; kanalen zoals MTV of VH1 en de Travel Channel) blijven echter ongewijzigd.